# Susan Mascarin
Susan Mascarin (* 28. Juni 1964 in Grosse Point Shores, Michigan) ist eine ehemalige US-amerikanische Tennisspielerin.

## Karriere
1980 war sie der ITF World Junior Champion. In diesem Jahr gewann sie unter anderem die Einzeltitel bei den US Open, den Italian Open und beim Orange Bowl. Als sie 16 Jahre alt war, wurde sie Profispielerin. Auf der WTA Tour triumphierte sie beim Turnier in Phoenix 1986 im Doppel. Das Finale in Tokio im selben Jahr verlor sie dagegen. Im Einzel erreichte 1982 in Atlanta ein Finale, das sie gegen Chris Evert-Lloyd mit 3:6 und 1:6 verlor.
Nach einer Schulteroperation 1988 beendete sie ihre Karriere.

## Persönliches
Ihre Familie hat ungarisch-italienische Wurzeln. Sie hat noch drei ältere Geschwister, einen Bruder und zwei Schwestern. Am 1. September 1990 heiratete sie Peter Keane und hat drei Kinder, ein Mädchen und zwei Jungen. 1992 hat sie einen Abschluss in Kommunikation an der University of California gemacht.
1985 war sie einige Zeit mit Boris Becker liiert.

## Turniersiege

### Doppel
| Nr. | Datum          | Turnier | Kategorie | Belag             | Partnerin      | Finalgegnerinnen           | Ergebnis      |
| --- | -------------- | ------- | --------- | ----------------- | -------------- | -------------------------- | ------------- |
| 1.  | 30. April 1986 | Phoenix | WTA       | Hartplatz (Halle) | Betsy Nagelsen | Linda Gates Alycia Moulton | 6:3, 5:7, 6:4 |